# Rodna-bjergene Nationalpark
Rodna-bjergene Nationalpark (rumænsk: Parcul Național Munții Rodnei) er et beskyttet område (nationalpark kategori II IUCN ) beliggende i Rumænien, i distrikterne Bistrița-Năsăud, Maramureș og Suceava.

## Beliggenhed
Nationalparken er beliggende i det nordlige Rumænien, i Rodna-bjergene, en del af de Østlige Karpater.

## Beskrivelse
Rodna-bjergene Nationalpark  med et areal på 466 km2  blev erklæret naturbeskyttet område ved lov nr. 5 af 6. marts 2000 (offentliggjort i Monitorul Oficial Number 152 af 12. april 2000)  og repræsenterer et bjergrigt område ( bjergkamme, bjergtoppe, sprækker, huler, moræner, kilder, dale, skove og græsgange), der beskytter en lang række flora- og faunaarter, nogle er beskyttet ved lov.
Naturreservater der er en del af  parken:
- Distriktet Bistrița-Năsăud[5]
  - Poiana cu narcise de pe Masivul Saca, 5 ha
  - Ineu-Lala, 25,68 km2
  - Izvoarele Mihăiesei, 50 ha
- Distriktet Maramureș [6]
  - Izvorul Bătrâna, 0.5 ha (1,2 acres)
  - Pietrosu Mare, videnskabeligt reservat 33 km2
  - Piatra Rea, videnskabeligt reservat 4,09 km2
- Distriktet Suceava[7]
  - Bila-Lala, 3,25 km2